# Schottmalhorn (Steinernes Meer)
Pour l’article homonyme, voir Schottmalhorn (Reiter Alm).
Le Schottmalhorn est une montagne culminant à 2 225 ou 2 233 mètres d'altitude dans le massif des Alpes de Berchtesgaden.

## Géographie

### Situation
Le Schottmalhorn se situe dans le chaînon du Steinernes Meer. Vu du Kärlingerhaus, le Schottmalhorn apparaît comme un pilier rocheux saisissant de l'autre côté du lac Funten et est parfois confondu avec la Schönfeldspitze.

## Ascension
Il n'y a pas de sentier balisé sur le Schottmalhorn. Le sommet n'est accessible que par des voies d'escalade du niveau de difficulté 2.